# C'est dur d'être un homme : Tora-san à la rescousse
Série C'est dur d'être un homme
C'est dur d'être un homme : La Dame du lac
(1994) C'est dur d'être un homme : Retour à Okinawa
(1997)
Pour plus de détails, voir Fiche technique et Distribution.
C'est dur d'être un homme : Tora-san à la rescousse (男はつらいよ 寅次郎紅の花, Otoko wa tsurai yo: Torajirō kurenai no hana) est un film japonais réalisé par Yōji Yamada et sorti en 1995. C'est le 48e film de la série C'est dur d'être un homme.

## Fiche technique
- Titre : C'est dur d'être un homme : Tora-san à la rescousse[1]
- Titre original : 男はつらいよ 寅次郎紅の花 (Otoko wa tsurai yo: Torajirō kurenai no hana?)
- Réalisation : Yōji Yamada
- Scénario : Yōji Yamada et Yoshitaka Asama
- Photographie : Tetsuo Takaha (ja)
- Montage : Iwao Ishii (ja)
- Musique : Naozumi Yamamoto et Jun'nosuke Yamamoto
- Décors : Mitsuo Degawa
- Son : Isao Suzuki (ja) et Ryūji Matsumoto (ja)
- Producteurs : Shigehiro Nakagawa et Hiroshi Fukazawa
- Société de production : Shōchiku
- Pays de production :  Japon
- Langue originale : japonais
- Format : couleur — 2,35:1 — 35 mm — son mono
- Genres : comédie dramatique ; romance
- Durée : 107 minutes[2] (métrage : huit bobines - 3 034 m[2])
- Dates de sortie :
  - Japon : 23 décembre 1995[2]

## Distribution
- Kiyoshi Atsumi : Torajirō Kuruma / Tora-san
- Chieko Baishō : Sakura Suwa, sa demi-sœur
- Masami Shimojō (ja) : Ryūzō Kuruma, son oncle
- Chieko Misaki (ja) : Tsune Kuruma, sa tante
- Gin Maeda (en) : Hiroshi Suwa, le mari de Sakura
- Hidetaka Yoshioka : Mitsuo Suwa, le fils de Sakura et de Hiroshi
- Ruriko Asaoka : Lily
- Kumiko Gotō : Izumi Oikawa
- Mari Natsuki : Reiko Oikawa, la mère d'Izumi
- Kunie Tanaka : le capitaine
- Noriko Sengoku : la mère de Lily
- Daisuke Miyagawa (ja) : le boulanger
- Hanako Miyagawa (ja) : sa femme
- Hiroshi Kanbe (ja) : Masao
- Hiroshi Inuzuka (ja) : le chauffeur de taxi
- Masayasu Kitayama (ja) : Sanpei, l'employé du magasin Kuruma-ya
- Mie Suzuki (ja) : Kayo, l'employée du magasin Kuruma-ya
- Keiroku Seki (ja) : Ponshū
- Hisao Dazai (ja) : Umetarō Katsura, le voisin imprimeur
- Gajirō Satō (ja) : Genko

## Récompenses et distinctions
- Nikkan Sports Film Awards 1996 : meilleure actrice pour Ruriko Asaoka[3],[4]